# Тейшеба
Тейшеба (урарт. DIM, Dte-e-i-še-ba) — урартский бог грому і війни, другий за значимістю бог урартського пантеону, слідом за верховним богом Халді. Дружиною бога Тейшеба вважалася богиня Хуба, його символом, як правило, був бик, хоча іноді Тейшебу зображували також на леві. Їхнім сином був бог Турані.
Більшість елементів урартської релігії було запозичено в Месопотамії, і бог Тейшеба був урартським аналогом ассирійського бога Адада та навіть позначався в урартському клинописі тією ж ідеограмою. Не викликає сумнівів його зв'язок з хуритським богом Тешубом.
Існує також версія, що бог Тейшеба був запозичений урартами з Месопотамії не безпосередньо, а за допомогою хетської міфології. Відоме урартське місто Тейшебаіні, що розташовувалося на пагорбі Кармір-Блур у Вірменії було назване на честь бога Тейшеби.
Згідно з урартським клинописним текстам жертвопринесення для бога Тейшеби мало становити 6 биків і 12 овець.
|                                                                                               | | |                                                          |
| Бронзова статуетка бога Тейшеба, виявлена при розкопках Тейшебаіні, Історичний музей Вірменії | Барельєф із зображенням божества з руїн урартської фортеці в Адільджевазі та його малюнок. Ванський музей. | Барельєф із зображенням божества з руїн урартської фортеці в Адільджевазі та його малюнок. Ванський музей. | Уламок урартського трону з Топрак-калі, бронза, Ермітаж. |